# O Menino e o Vento
Pour plus de détails, voir Fiche technique et Distribution.
O Menino e o Vento est un film brésilien réalisé par Carlos Hugo Christensen, sorti en 1967.

## Synopsis
Un jeune ingénieur en vacances entame une relation avec un jeune homme semblant avoir une relation spéciale avec le vent.

## Fiche technique
- Titre : O Menino e o Vento
- Réalisation : Carlos Hugo Christensen
- Scénario : Carlos Hugo Christensen et Millôr Fernandes d'après la nouvelle O Iniciado do Vento d'Aníbal Machado
- Musique : Lyrio Panicalli
- Photographie : Antônio Gonçalves
- Montage : Nello Melli
- Production : Carlos Hugo Christensen
- Société de production : Carlos Hugo Christensen Produções Cinematográficas
- Pays :  Brésil
- Genre : Drame
- Durée : 104 minutes
- Dates de sortie : 
  -  Brésil : 21 août 1967

## Distribution
- Ênio Gonçalves : José Roberto Nery
- Luiz Fernando Ianelli : Zeca da Curva
- Wilma Henriques : le femme de la pension
- Odilon Azevedo : le commis
- Oscar Felipe : Mário
- Germano Filho : l'avocat
- Antonia Marzullo : la grand-mère de Zeca
- Antonio Naddeo : le procureur
- Palmira Barbosa : la mère de Zeca
- Jotta Barroso
- Thales Penna
- Miriam Pereira
- Armando Rosas
- Amíris Veronese

## Distinctions
Le film a reçu un Prêmio do Instituto Nacional de Cinema en 1967.